# Sofia Pace
Sofia Pace, née le 19 décembre 1994 à Compiègne en France, est une athlète handisport française. 
Elle est championne de France sur 60 m, 200 m et 400 m. Elle est également finaliste du 400 m aux Jeux paralympiques d'été de 2024 à Paris.

## Biographie

### Jeunesse
Sofia Pace naît le 19 décembre 1994 à Compiègne dans le département français de l'Oise. Elle est la fille d'un père d'origine italienne et d'une mère centrafricaine[réf. souhaitée].
Elle se prend de passion pour l'athlétisme, mais elle apprend à la fin de l'adolescence qu'elle est atteinte d'une sclérose en plaques. Après une phase de reconstruction puis d'acceptation de ce handicap, elle décide de se lancer dans le handisport.

### Carrière sportive
Sofia Pace s'inscrit au club de Nogent-sur-Oise, où elle est licenciée. Elle obtient à Nottwil de « bons résultats » en juin 2024, puis devient championne de France à Albi.
Ayant réussi les minima, Sofia Pace est qualifiée pour les Jeux paralympiques d'été de 2024 à Paris. C'est sa première sélection en équipe de France. 
Elle est inscrite sur 100 m et sur 400 m. Dans la série du 100 m, elle réalise un temps de 13"60 et se classe 8e.
Dans la série du 400 m, elle choisit de partir très rapidement pour se libérer de la pression ; elle est en tête aux 200 m, mais doit ralentir à cause de l'acide lactique dans les cuisses, elle obtient cependant la dernière place qualificative pour la finale, 5e de sa série mais avec un temps de 1'02"37 qui est son nouveau record personnel. Elle termine 8e en finale, mais elle démontre que sa maladie ne l'empêche pas d'accomplir des performances. Elle bat de nouveau son record personnel en 1'02"29.